# Ciclismo ai Giochi della XXXIII Olimpiade - Keirin maschile
Le gare di keirin maschile ai Giochi della XXXIII Olimpiade di Parigi si sono svolte dal 10 all'11 agosto 2024 presso il Velodromo di Saint-Quentin-en-Yvelines di Montigny-le-Bretonneux. Alla competizione hanno preso parte 30 atleti in rappresentanza di 19 nazioni.
La competizione è stata vinta dall'olandese Harrie Lavreysen, mentre gli australiani Matthew Richardson e Matthew Glaetzer hanno rispettivamente ottenuto l'argento e il bronzo.

## Qualificazioni
Per le gare di ciclismo su pista delle Olimpiadi di Parigi 2024 erano disponibili 190 posti, con una egual divisione tra uomini e donne. Ogni CON aveva la possibilità di far qualificare un massimo di quattordici atleti, con una specifica divisione in base al tipo di evento.
Tutte le quote sono state attribuite sulla base dei punteggi ottenuti nell'UCI Track Olympic Ranking nel periodo 2022-2024. La classifica UCI Track Olympic 2022-2024 sarà data dal totale dei punti guadagnati nelle ultime due edizioni dei rispettivi Campionati Continentali, negli UCI Track Nations Cup nelle stagioni 2023 e 2024 e ai Campionati Mondiali su pista UCI del 2023.

## Formato di gara
Le gare di keirin possono coinvolgere fino a 7 ciclisti a gara, nonostante il nuovo formato applicato a partire da Tokyo 2020 non abbia mai incluso più di 6 ciclisti. La prova consiste nell'effettuare sei giri di pista: i primi tre giri vengono effettuati dietro un mezzo motorizzato che inizia ad una velocità di 30 km/h e accelera fino a un massimo di 50 km/h; i restanti tre, invece, vengono effettuati liberamente dai ciclisti.
Il torneo consta di quattro turni e un ripescaggio:
- Primo turno: cinque batterie da sei ciclisti ciascuna. I primi due miglior ciclisti di ogni batteria, per un totale di 10, avanzano al secondo round. Tutti gli altri procedono con i ripescaggi.
- Ripescaggio: quattro batterie da cinque ciclisti ciascuna. I primi due miglior ciclisti di ogni batteria, per un massimo di 8, si ricongiungono ai ciclisti vincitori del primo turno per proseguire con il secondo turno. I restanti dodici vengono eliminati dalla competizione.
- Quarti di finale: tre batterie da sei ciclisti ciascuna. I primi quattro migliori ciclisti di ogni batteria, per un totale di 12, avanzano alle semifinali. I restanti sei vengono eliminati dalla competizione.
- Semifinali: due batterie da sei ciclisti ciascuna. I primi tre migliori ciclisti di ogni batteria, per un totale di 6 atleti, avanzano alla Finale A, dove vengono assegnate le tre medaglie. I restanti sei proseguono con la Finale B, senza possibilità di medaglia.
- Finali: suddivise in due finali. Alla Finale A competono 6 ciclisti, con possibilità di medaglia. Alla Finale B gareggiano i restanti ciclisti per classificarsi dal settimo al dodicesimo posto.

## Programma
| Data           | Ora (UTC+2)       | Turno                              |
| -------------- | ----------------- | ---------------------------------- |
| 10 agosto 2024 | 17:19 17:50       | Primo turno Ripescaggi             |
| 9 agosto 2024  | 11:29 12:29 13:23 | Quarti di finale Semifinali Finali |
| Fonte:         |                   |                                    |

## Risultati

### Primo turno
| Batteria 1 | Batteria 1                   | Batteria 1        | Batteria 1 | Batteria 1 |
| Pos.       | Ciclista                     | Nazione           | Gap        | Note       |
| ---------- | ---------------------------- | ----------------- | ---------- | ---------- |
| 1          | Matthew Glaetzer             | Australia         |            | Q          |
| 2          | Jeffrey Hoogland             | Paesi Bassi       | +0.011     | Q          |
| 3          | Kaiya Ota                    | Giappone          | +0.031     | R          |
| 4          | Jaïr Tjon En Fa              | Suriname          | +0.263     | R          |
| 5          | Rayan Helal                  | Francia           | +0.942     | R          |
|            | Azizulhasni Awang            | Malaysia          | DSQ        | DSQ        |
| Batteria 2 |                              |                   |            |            |
| 1          | Harrie Lavreysen             | Paesi Bassi       |            | Q          |
| 2          | Jack Carlin                  | Gran Bretagna     | +0.361     | Q          |
| 3          | Sébastien Vigier             | Francia           | +0.535     | R          |
| 4          | Zhou Yu                      | Cina              | +0.819     | R          |
| 5          | Andrey Chugay                | Kazakistan        | +1.166     | R          |
| 6          | Maximilian Dörnbach          | Germania          | +1.191     | R          |
| Batteria 3 |                              |                   |            |            |
| 1          | Matthew Richardson           | Australia         |            | Q          |
| 2          | Shinji Nakano                | Giappone          | +0.119     | Q          |
| 3          | Liu Qi                       | Cina              | +0.157     | R          |
| 4          | Hamish Turnbull              | Gran Bretagna     | +0.353     | R          |
| 5          | James Hedgcock               | Canada            | +0.400     | R          |
| 6          | Jean Spies                   | Sudafrica         | +1.506     | R          |
| Batteria 4 |                              |                   |            |            |
| 1          | Mikhail Iakovlev             | Israele           |            | Q          |
| 2          | Kevin Quintero               | Colombia          | +0.330     | Q          |
| 3          | Kwesi Browne                 | Trinidad e Tobago | +0.427     | R          |
| 4          | Jai Angsuthasawit            | Thailandia        | +0.510     | R          |
| 5          | Nick Wammes                  | Canada            | +0.618     | R          |
| 6          | Luca Spiegel                 | Germania          | +0.767     | R          |
| Batteria 5 |                              |                   |            |            |
| 1          | Nicholas Paul                | Trinidad e Tobago |            | Q          |
| 2          | Mateusz Rudyk                | Polonia           | +0.023     | Q          |
| 3          | Cristian Ortega              | Colombia          | +0.449     | R          |
| 4          | Sam Dakin                    | Nuova Zelanda     | +0.519     | R          |
| 5          | Vasilijus Lendel             | Lituania          | +3.197     | R          |
| 6          | Muhammad Shah Firdaus Sahrom | Malaysia          | REL        | R          |
| Fonte:     |                              |                   |            |            |

### Ripescaggi
| Batteria 1 | Batteria 1                   | Batteria 1        | Batteria 1 | Batteria 1 |
| Pos.       | Ciclista                     | Nazione           | Gap        | Note       |
| ---------- | ---------------------------- | ----------------- | ---------- | ---------- |
| 1          | Kaiya Ota                    | Giappone          |            | Q          |
| 2          | Sam Dakin                    | Nuova Zelanda     | +0.143     | Q          |
| 3          | Jai Angsuthasawit            | Thailandia        | +0.188     |            |
| 4          | Maximilian Dörnbach          | Germania          | +0.194     |            |
| 5          | Jean Spies                   | Sudafrica         | +0.249     |            |
| Batteria 2 |                              |                   |            |            |
| 1          | Hamish Turnbull              | Gran Bretagna     |            | Q          |
| 2          | Luca Spiegel                 | Germania          | +0.069     | Q          |
| 3          | Sébastien Vigier             | Francia           | +0.120     |            |
| 4          | Vasilijus Lendel             | Lituania          | +0.146     |            |
| 5          | Zhou Yu                      | Cina              | REL        | REL        |
| Batteria 3 |                              |                   |            |            |
| 1          | Muhammad Shah Firdaus Sahrom | Malaysia          |            | Q          |
| 2          | Nick Wammes                  | Canada            | +0.014     | Q          |
| 3          | Liu Qi                       | Cina              | +0.121     |            |
| 4          | Jaïr Tjon En Fa              | Suriname          | +0.144     |            |
| 5          | Rayan Helal                  | Francia           | REL        | REL        |
| Batteria 4 |                              |                   |            |            |
| 1          | James Hedgcock               | Canada            |            | Q          |
| 2          | Cristian Ortega              | Colombia          | +0.053     | Q          |
| 3          | Andrey Chugay                | Kazakistan        | +0.090     |            |
|            | Kwesi Browne                 | Trinidad e Tobago | DNF        | DNF        |
| Fonte:     |                              |                   |            |            |

### Quarti di finale
| Batteria 1 | Batteria 1                   | Batteria 1        | Batteria 1 | Batteria 1 |
| Pos.       | Ciclista                     | Nazione           | Gap        | Note       |
| ---------- | ---------------------------- | ----------------- | ---------- | ---------- |
| 1          | Jack Carlin                  | Gran Bretagna     |            | SF         |
| 2          | Matthew Glaetzer             | Australia         | +0.006     | SF         |
| 3          | Muhammad Shah Firdaus Sahrom | Malaysia          | +0.051     | SF         |
| 4          | Kaiya Ota                    | Giappone          | +0.059     | SF         |
| 5          | Mikhail Iakovlev             | Israele           | +0.215     |            |
| 5          | James Hedgcock               | Canada            | +0.310     |            |
| Batteria 2 |                              |                   |            |            |
| 1          | Harrie Lavreysen             | Paesi Bassi       |            | SF         |
| 2          | Hamish Turnbull              | Gran Bretagna     | +0.089     | SF         |
| 3          | Cristian Ortega              | Colombia          | +0.138     | SF         |
| 4          | Shinji Nakano                | Giappone          | +0.261     | SF         |
| 5          | Nicholas Paul                | Trinidad e Tobago | +0.582     |            |
| 6          | Nick Wammes                  | Canada            | +1.035     |            |
| Batteria 3 |                              |                   |            |            |
| 1          | Matthew Richardson           | Australia         |            | SF         |
| 2          | Sam Dakin                    | Nuova Zelanda     | +0.346     | SF         |
| 3          | Mateusz Rudyk                | Polonia           | +0.444     | SF         |
| 4          | Luca Spiegel                 | Germania          | +0.491     | SF         |
| 5          | Jeffrey Hoogland             | Paesi Bassi       | +0.514     |            |
| 6          | Kevin Quintero               | Colombia          | +0.554     |            |
| Fonte:     |                              |                   |            |            |

### Semifinali
| Batteria 1 | Batteria 1                   | Batteria 1    | Batteria 1 | Batteria 1 |
| Pos.       | Ciclista                     | Nazione       | Gap        | Note       |
| ---------- | ---------------------------- | ------------- | ---------- | ---------- |
| 1          | Jack Carlin                  | Gran Bretagna |            | FA         |
| 2          | Matthew Glaetzer             | Australia     | +0.345     | FA         |
| 3          | Shinji Nakano                | Giappone      | +0.364     | FA         |
| 4          | Cristian Ortega              | Colombia      | +0.470     | FB         |
| 5          | Sam Dakin                    | Nuova Zelanda | +0.644     | FB         |
| 6          | Mateusz Rudyk                | Polonia       | +2.528     | FB         |
| Batteria 2 |                              |               |            |            |
| 1          | Matthew Richardson           | Australia     | +0.582     | FA         |
| 2          | Harrie Lavreysen             | Paesi Bassi   | +0.234     | FA         |
| 3          | Muhammad Shah Firdaus Sahrom | Malaysia      | +0.437     | FA         |
| 4          | Hamish Turnbull              | Gran Bretagna | DNF        | FB         |
| 4          | Luca Spiegel                 | Germania      | DNF        | FB         |
|            | Kaiya Ota                    | Giappone      | DSQ        | DSQ        |
| Fonte:     |                              |               |            |            |

### Finali

#### Finale A
| Pos.    | Ciclista                     | Nazione       | Gap    | Note |
| ------- | ---------------------------- | ------------- | ------ | ---- |
| Oro     | Harrie Lavreysen             | Paesi Bassi   |        |      |
| Argento | Matthew Richardson           | Australia     | +0.056 |      |
| Bronzo  | Matthew Glaetzer             | Australia     | +0.881 |      |
| 4       | Jack Carlin                  | Gran Bretagna | DNF    | DNF  |
| 4       | Shinji Nakano                | Giappone      | DNF    | DNF  |
| 6       | Muhammad Shah Firdaus Sahrom | Malaysia      | REL    | REL  |
| Fonte:  |                              |               |        |      |

#### Finale B
| Pos.   | Ciclista        | Nazione       | Gap    | Note |
| ------ | --------------- | ------------- | ------ | ---- |
| 7      | Cristian Ortega | Colombia      |        |      |
| 8      | Sam Dakin       | Nuova Zelanda | +0.015 |      |
| 9      | Luca Spiegel    | Germania      | +0.147 |      |
| 10     | Mateusz Rudyk   | Polonia       | +0.248 |      |
| 11     | Hamish Turnbull | Gran Bretagna | DNS    | DNS  |
| Fonte: |                 |               |        |      |